# Верх-Нікітино
Ве́рх-Нікі́тино (рос. Верх-Никитино) — присілок у складі Красноуфімського міського округу (Натальїнськ) Свердловської області.
Населення — 75 осіб (2010, 76 у 2002).
Національний склад станом на 2002 рік: росіяни — 91 %.
Старі назви — Верхнє Нікітино, Верхнє-Нікітино.